# Spiloconis fijiensis
Spiloconis fijiensis is een insect uit de familie van de dwerggaasvliegen (Coniopterygidae), die tot de orde netvleugeligen (Neuroptera) behoort. 
De wetenschappelijke naam Spiloconis fijiensis is voor het eerst geldig gepubliceerd door Meinander in 1990.